# East Lynne (film, 1925)
Pour les articles homonymes, voir East Lynne.
East Lynne est un film américain réalisé par Emmett J. Flynn, sorti en 1925.

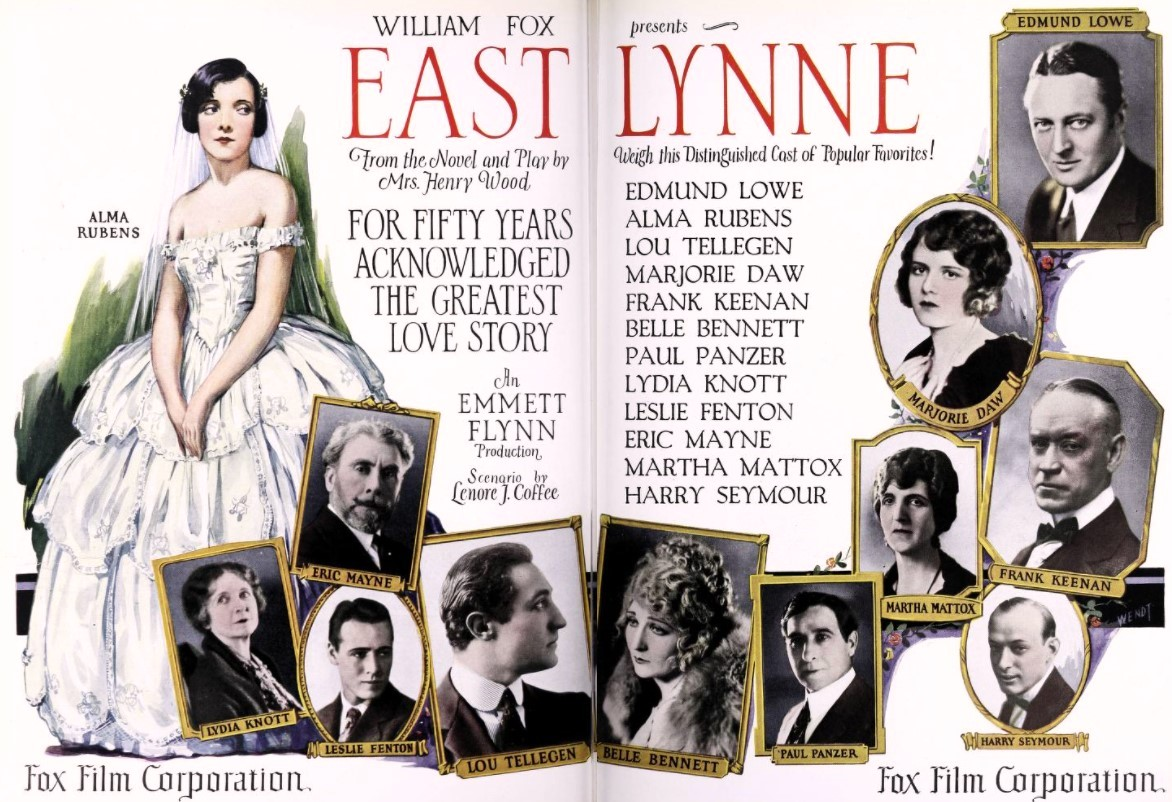
Annonce pour le film.

Le film a été un succès pour la Fox à l'époque.

## Fiche technique
- Réalisation : Emmett J. Flynn
- Scénario : Lenore Coffee (en), Emmett J. Flynn d'après East Lynne d'Ellen Wood[2]
- Photographie : Ernest G. Palmer
- Genre : Mélodrame[3]
- Distributeur : Fox Film Corporation
- Durée : 9 bobines
- Date de sortie : 23 novembre 1925

## Distribution
- Alma Rubens : Lady Isabel
- Edmund Lowe : Archibald Carlyle

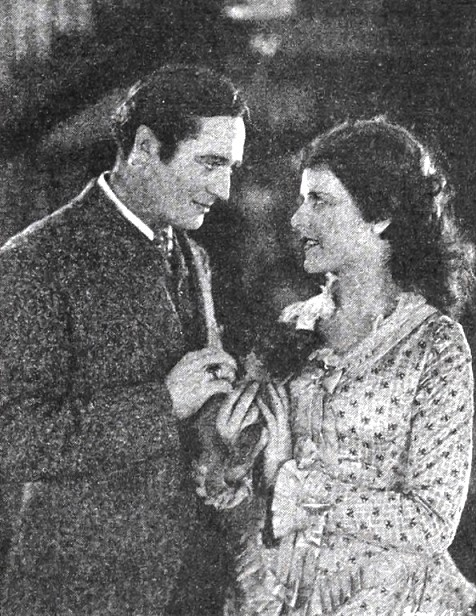
Edmund Lowe et Marjorie Daw.

- Lou Tellegen : Sir Francis Levison
- Belle Bennett : Afy Hallijohn
- Marjorie Daw : Barbara Hare
- Leslie Fenton : Richard Hare
- Richard Headrick : Willie Carlyle
- Frank Keenan : Justice Hare
- Lydia Knott : Mrs. Hare
- Virginia Marshall : Little Isabel
- Eric Mayne : Comte de Mount-Severn
- Martha Mattox : Cornelia Carlyle
- Paul Panzer : Mr. Hallijohn
- Harry Seymour : Mr. Dill
- Gus Leonard : Violiniste (non crédité)